# Chlorure de ruthénium(III)
Le chlorure de ruthénium(III) est un composé chimique de formule RuCl3. Il se rencontre généralement sous forme d'hydrate RuCl3 • x H2O, x indiquant la fraction d'eau de cristallisation, généralement proche d'un trihydrate (x = 3). Tous ces matériaux sont des solides brun foncé à noirs.

## Structure
Le chlorure de ruthénium(III) présente deux structures cristallines différentes :
- une forme α stable, de couleur noire, qui adopte la structure du chlorure de chrome(III) CrCl3, avec des liaisons Ru–Ru longues de 346 pm ;
- une forme β métastable, de couleur brun foncé, qui adopte la structure hexagonale de l'iodure de zirconium(III) ZrI3 ; une transition de phase irréversible β → α a lieu entre 450  et   600 °C.

## Préparation
Le chlorure de ruthénium(III) peut être produit en faisant réagir du ruthénium avec du chlore Cl2 en présence de dioxyde de carbone CO2 ou de monoxyde de carbone CO, à 300 °C :
2 Ru + 3 Cl2 → 2 RuCl3.

## Utilisation

ROMP du norbornène.

Le chlorure de ruthénium(III) est un catalyseur employé pour l'ouverture par métathèse des cycles des cycloalcènes très contraints, tels que dans la polymérisation par ouverture de cycle par métathèse (ROMP) du norbornène C7H10 :
RuCl3 n'agit cependant pas par métathèse sur les composés non cycliques, pour lesquels des catalyseurs plus complexes tels que le catalyseur de Grubbs doivent être employés.
Le chlorure de ruthénium(III) est principalement utilisé comme intermédiaire dans la préparation d'autres composés du ruthénium.